# Adam Rapacki

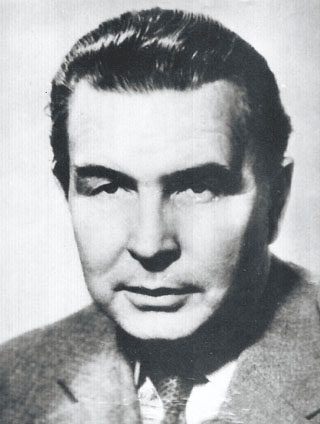
Adam Rapacki

Adam Rapacki (Lwów, 24 december 1909 – Warschau, 10 oktober 1970) was een Pools politicus en diplomaat. Adam Rapacki was lid van de Poolse Socialistische Partij die in 1948 opging in de communistische Poolse Verenigde Arbeiderspartij. Rapacki was vanaf lid van het politbureau van de communistische partij en was vanaf 1956 minister van buitenlandse zaken onder premier Józef Cyrankiewicz. Bij de zuiveringen van 1968 moest Rapacki het veld ruimen en hij werd vervangen als minister door Stefan Jędrychowski.
Op 2 oktober 1957 stelde Rapacki aan de VN zijn plan voor om van Centraal-Europa (Polen, Tsjechoslowakije, de DDR en de Bondsrepubliek Duitsland) een kernwapenvrije zone te maken. Dit idee is beter bekend als het Rapackiplan.
- Bibliothèque nationale de France: cb11463111w (data)
- Gemeinsame Normdatei: 119086107
- International Standard Name Identifier: 0000 0001 0863 9974
- Library of Congress Control Number: n82223157
- Nationale Bibliotheek van Tsjechië: jn20000701470
- Nationale Bibliotheek van Israël: 987007456545505171
- Nationale Bibliotheek van Polen: a0000001223835
- Nederlandse Thesaurus van Auteursnamen: 102365997
- SNAC: w64p52q3
- Système universitaire de documentation: 110046544
- Virtual International Authority File: 3272957
- WorldCat: E39PBJtRFmwYJ6q7htKKTvkkXd